# Landkreis Eggenfelden
Der Landkreis Eggenfelden gehörte zum bayerischen Regierungsbezirk Niederbayern. Sein ehemaliges Gebiet gehört heute größtenteils zum Landkreis Rottal-Inn.

## Geographie

### Wichtige Orte
Die einwohnerstärksten Orte waren Eggenfelden, Arnstorf, Gangkofen und Massing.

### Nachbarkreise
Der Landkreis grenzte 1972 im Uhrzeigersinn im Nordwesten beginnend an die Landkreise Dingolfing, Landau an der Isar, Vilshofen, Pfarrkirchen, Altötting, Mühldorf am Inn und Vilsbiburg.

## Geschichte

### Wappen
Das Wappen besteht aus zwei Teilen. Oben der Panther, das Zeichen der Ortenburger Grafen. Unten die Uttenschwalbe, ein schwarzer Schwan, das Zeichen des Adelsgeschlechts derer von Closen.

### Landgericht
1803 wurde im Verlauf der Verwaltungsneugliederung Bayerns das Landgericht Eggenfelden errichtet. Dieses wurde nach der Gründung des Königreichs Bayern dem Unterdonaukreis zugeschlagen, dessen Hauptstadt Passau war.
1838 wurde der Unterdonaukreis in Kreis Niederbayern umbenannt, aus dem der gleichnamige Regierungsbezirk hervorging. Die Kreishauptstadt wurde nach Landshut verlegt.

### Bezirksamt
Das Bezirksamt Eggenfelden wurde im Jahr 1862 durch den Zusammenschluss der Landgerichte älterer Ordnung Arnstorf und Eggenfelden gebildet, wobei das Landgericht Arnstorf erst 1861 aus Gemeinden der Landgerichte Eggenfelden, Landau an der Isar und Pfarrkirchen neu errichtet wurde.

### Landkreis
Am 1. Januar 1939 wurde im Deutschen Reich die einheitliche Bezeichnung Landkreis eingeführt. So wurde aus dem Bezirksamt der Landkreis Eggenfelden.
Am 1. Juli 1972 wurde der Landkreis Eggenfelden im Zuge der Gebietsreform in Bayern aufgeteilt. Der Markt Simbach sowie die Gemeinden Langgraben, Pischelsdorf und Ruhstorf kamen zum Landkreis Untere Isar, der zum 1. Mai 1973 in Landkreis Dingolfing-Landau umbenannt wurde. Die Gemeinde Pörndorf kam zum Landkreis Passau.
Alle anderen Gemeinden wurden mit dem Landkreis Pfarrkirchen und je zwei Gemeinden aus den ehemaligen Landkreisen Griesbach im Rottal und Vilsbiburg zum neuen Landkreis Rottal zusammengefasst. Am 1. Mai 1973 erhielt er seinen heutigen Namen Landkreis Rottal-Inn.

### Bezirksamtmänner/-oberamtmänner (bis 1938) und Landräte (ab 1939)
- 1912–1918 Eduard Weiß
- 1919/1920 Vakant
- 1920–1931  Heinrich Schricker
- 1931–1935 Karl Linder
- 1935–1945 Christian Reichel

## Einwohnerentwicklung
| Jahr | Einwohner | Quelle |
| ---- | --------- | ------ |
| 1864 | 31.175    | [ 5 ]  |
| 1885 | 35.213    | [ 6 ]  |
| 1900 | 36.392    | [ 7 ]  |
| 1910 | 39.936    | [ 7 ]  |
| 1925 | 41.776    | [ 8 ]  |
| 1939 | 41.635    | [ 9 ]  |
| 1950 | 57.691    | [ 10 ] |
| 1960 | 47.700    | [ 11 ] |
| 1971 | 48.600    | [ 12 ] |

## Gemeinden
Vor dem Beginn der bayerischen Gebietsreform umfasste der Landkreis Eggenfelden in den 1960er Jahren 62 Gemeinden:
- Arnstorf (Markt)

Landkreis Eggenfelden, Gemeindegrenzenkarte von 1961

- Diepoltskirchen, heute zu Falkenberg
- Eggenfelden (Stadt)
- Emmersdorf, heute zu Johanniskirchen
- Falkenberg
- Fünfleiten, heute zu Falkenberg
- Gangkofen
- Geratskirchen
- Gern I, heute zu Eggenfelden
- Gern II, heute zu Eggenfelden und Hebertsfelden
- Hainberg, heute zu Arnstorf
- Hammersbach, heute zu Mitterskirchen
- Hebertsfelden
- Hickerstall, heute zu Wurmannsquick
- Hirschhorn, heute zu Wurmannsquick
- Huldsessen, heute zu Unterdietfurt
- Jägerndorf, heute zu Arnstorf
- Johanniskirchen
- Kirchberg, heute zu Eggenfelden
- Kohlstorf, heute zu Arnstorf
- Kollbach, heute zu Gangkofen
- Langeneck, heute zu Wurmannsquick
- Langgraben, heute zu Simbach
- Linden, heute zu Hebertsfelden
- Lohbruck, heute zu Wurmannsquick
- Malgersdorf
- Malling, heute zu Gangkofen
- Mariakirchen, heute zu Arnstorf
- Martinskirchen, heute zu Wurmannsquick
- Massing (Markt)
- Mitterhausen, heute zu Arnstorf
- Mitterskirchen
- Münchsdorf, heute zu Roßbach
- Oberhöft, heute zu Falkenberg
- Obertrennbach, heute zu Gangkofen
- Panzing, heute zu Gangkofen
- Peterskirchen, heute zu Eggenfelden
- Pischelsdorf, heute zu Simbach
- Pörndorf, heute zu Aldersbach
- Reicheneibach, heute zu Gangkofen
- Rimbach
- Rogglfing, heute zu Wurmannsquick
- Roßbach
- Ruhstorf, heute zu Simbach
- Ruppertskirchen, heute zu Arnstorf
- Sallach, heute zu Rimbach
- Sattlern, heute zu Arnstorf
- Schmiedorf, heute zu Roßbach
- Schönau I, heute zu Schönau
- Schönau II, heute zu Schönau
- Simbach (Markt)
- Staudach, heute zu Massing
- Taufkirchen, heute zu Falkenberg
- Thanndorf, heute zu Roßbach
- Unterdietfurt
- Untergrafendorf, heute zu Roßbach
- Unterhausbach, heute zu Hebertsfelden
- Unterhöft, heute zu Schönau
- Unterzeitlarn, heute zu Schönau
- Wolfsegg, heute zu Massing
- Wurmannsquick
- Zell, heute zu Falkenberg

Eingemeindungen und Umbenennungen bis 1952
- Die Gemeinde Diepoltskirchen I wurde 1952 in Diepoltskirchen umbenannt.
- Die Gemeinde Diepoltskirchen II wurde 1952 in Oberhöft umbenannt.
- Die Gemeinde Peterskirchen I wurde 1952 in Peterskirchen umbenannt.
- Die Gemeinde Peterskirchen II wurde 1952 in Unterzeitlarn umbenannt.
- Die Gemeinde Eggersdorf wurde am 1. Januar 1946 nach Emmersdorf eingemeindet.
- Die Gemeinde Dummeldorf wurde am 1. Januar 1946 nach Johanniskirchen eingemeindet.

## Kfz-Kennzeichen
Am 1. Juli 1956 wurde dem Landkreis bei der Einführung der bis heute gültigen Kfz-Kennzeichen das Unterscheidungszeichen EG zugewiesen. Es wurde bis zum 3. August 1974 ausgegeben. Seit dem 10. Juli 2013 ist es im Landkreis Rottal-Inn wieder erhältlich.